# Cornelius Asmund Palm
Pour les articles homonymes, voir Palm.
Cornelius Asmund Palm, né en 1715 et mort le 4 février 1780, est un diplomaté suédois, consul général suédois de l'Empire ottoman, et directeur de la Société suédoise du Levant à Izmir, dans l'actuelle Turquie,.

## Biographie
Il est le père de l'artiste Elisabeth Palm.